# Puerto Carrillo

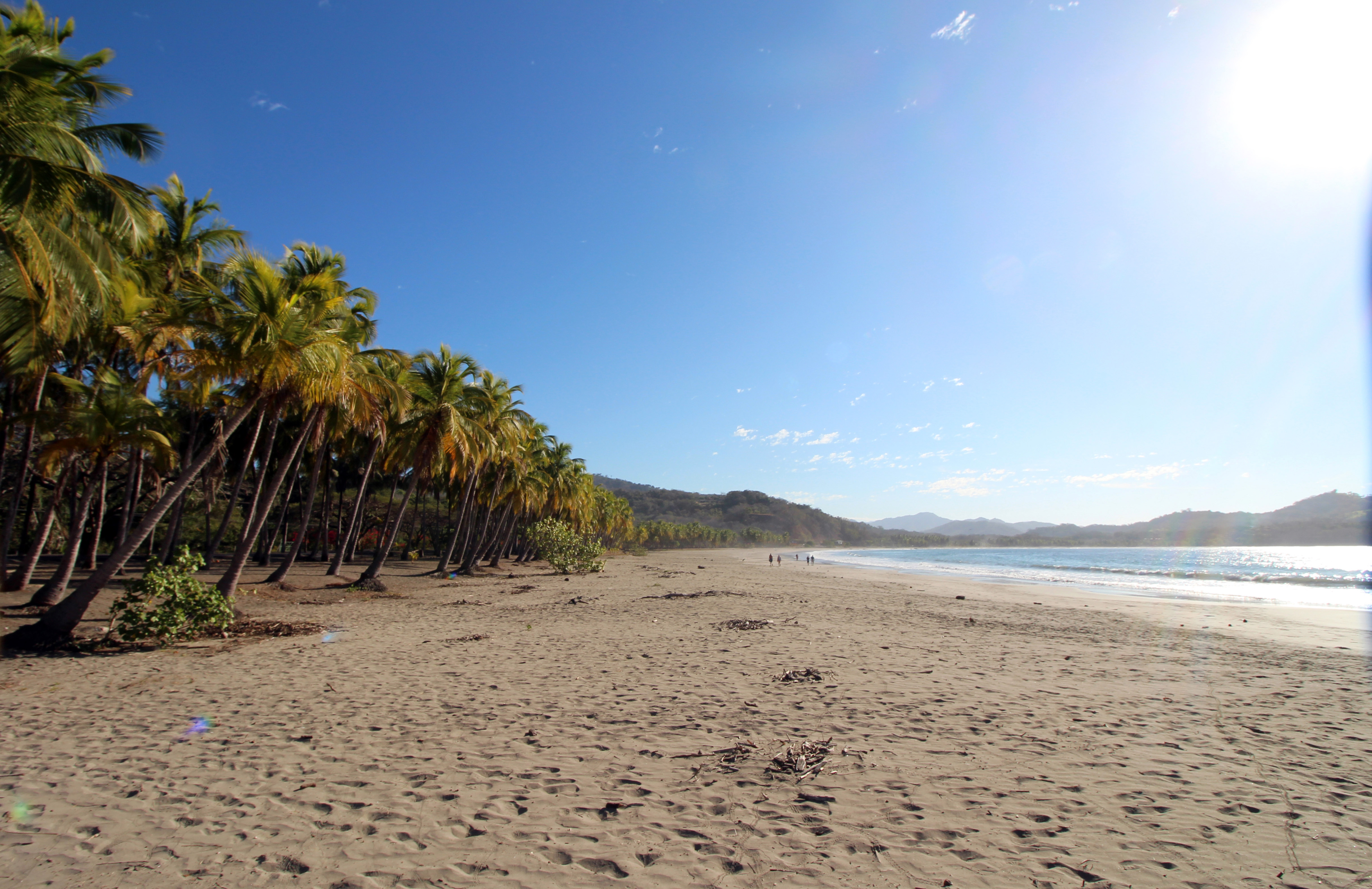
Playa Carrillo

Puerto Carrillo ist ein Dorf in der Provinz Guanacaste an der Pazifikküste von Costa Rica. Der Ort hatte 2021 rund 1800 Einwohner.

## Geographie
Puerto Carrillo liegt im Kanton Hojancha rund 5 Kilometer östlich des Touristenorts Samara auf einer Höhe von 40 m. Die Provinzhauptstadt Nicoya ist rund 40 km entfernt. Bekannt ist Puerto Carrillo für seinen Strand Playa Carrillo, der sich knapp drei Kilometer an der Pazifikküste entlang zieht und weitgehend frei von Besiedlung ist. Der Name des Strandes wird oft synonym mit dem Ortsnamen verwendet.

## Wirtschaft
Playa Carrillo ist ein beliebter Urlaubsort. Der Strand gehört zu den fünf Stränden in Costa Rica, die mit der höchsten Punktzahl des Blue-Flag-Programms (Blaue Flagge) ausgezeichnet wurden. Der weitgehend unberührte Strand ist bei Touristen aus Nordamerika und Europa bekannt, aber auch bei einheimischen Familien, die ihn vor allem an Wochenenden und Feiertagen besuchen. Das nahe gelegene Dorf Puerto Carrillo verfügt über Hotels und Pensionen verschiedener Preisklassen.